# Scladina
SCLA 4A-1 al 20 son los nombres de catálogo (SCLA 4A-x se refiere al yacimiento de la cueva Scladina, SCLA, unidad estratigráfica 4A y x el número de orden del hallazgo), también conocidos con los nombres comunes Scladina, Niña de Scladina o Niño de Scladina, de una mandíbula, un maxilar, ambos parciales, un segundo molar superior y un premolar superior y otras 16 piezas dentales de una infante neandertal, con una antigüedad que oscila, según métodos de datación, entre 80 y 127 mil años (dentro del Tarantiense, Pleistoceno). Los primeros cuatro fueron encontrados en 1993, el resto en campañas posteriores, en la cueva Scladina, localizada cerca de Andenne, Bélgica, y descritos el mismo año por M. Otte et al.
Las muestras de Scladina son especialmente antiguas respecto a otras similares en análisis morfológico y genómico, como Engis 2, Neanderthal 2 o El Sidrón, mucho más modernas. Podría rondar los 120 000 años. Una datación por series de uranio ofrece una antigüedad de 127 000 años

## Descripción
El nivel 4A del yacimiento alojaba varios fósiles humanos:

- SCLA 4A-1, hemi mandíbula derecha, a la que le falta la sínfisis, con dos molares;[11]
- SCLA 4A-2, maxilar superior incompleto. Las piezas dentales ausentes fueron extraídas post mortem;[12]
- SCLA 4A-3, segundo molar superior, sin las raíces completamente formadas;
- SCLA 4A-4, premolar superior;
- SCLA 4A-9, hemi mandíbula izquierda;[13]
- el resto de códigos se correspondencon piezas dentales individuales.[nota 1]

Corresponden a un infante de neandertal de entre 11 y 12 años.
Análisis de varios neandertales, entre ellos Scladina, han mostrado que se alimentaban, principalmente, de carne de animales terrestres vivos.